# Marcos Oliva Day
Marcos Oliva Day (Mendoza, 17 de octubre de 1950 - Buenos Aires, 20 de noviembre de 2015) fue un navegante, expedicionario y educador argentino, reconocido por sus expediciones en kayak en la Patagonia. Fue la primera persona en cruzar en kayak el Estrecho de Le Maire y el descubridor de la colonia de pingüinos de penacho amarillo más septentrional del mundo, en la Isla Pingüino (Santa Cruz). 

## Biografía
Nació en la ciudad de Mendoza, se crio en Ushuaia y se radicó en Puerto Deseado en 1977. De profesión abogado, fue defensor oficial y fiscal ante el Juzgado de Primera Instancia de Puerto Deseado. En 1983 creó en Puerto Deseado, junto a María Laura Gaona, la Fundación Conociendo Nuestra Casa. Falleció el 20/11/2015 en la localidad de San Isidro, Buenos Aires

## Expediciones y contribuciones más importantes
- Cruce en kayak del estrecho de Magallanes por la boca oriental (1987)[5]
- Primer cruce en kayak del estrecho Le Maire, (1988)[5]
- Participación en el descubrimiento de la Corbeta HMS Swift (1762) (1981-1982)[2]
- Descubrimiento de la colonia de pingüino de penacho amarillo más septentrional del mundo (1985)[6][1]
- Travesía en kayak recorriendo durante 57 días los más de 1200 kilómetros de costa de la provincia de Santa Cruz (en dos etapas, 1986 y 1987)[6]
- Travesía en kayak al Cabo de Hornos (1989)[7]
- Travesía en kayak Los antiguos (Argentina)-Chile chico (Chile) (1990)
- Travesía en kayak Lago Posadas (Argentina)-Océano Pacífico (Chile) (1998)[8]
- Travesía en kayak Punta Arenas (Chile)-Ushuaia (Argentina), 540 km (2001)[9]

## Distinciones
- Premio Expedición Atlantis,  "por navegar la Patagonia durante más de 30 años"[10][5][11]
- El cruce a nado de la Ría Deseado del 2017 llevó por nombre "Marcos Oliva Day" en su honor[12]

## Fundación Conociendo Nuestra Casa
Creada por Oliva Day y María Laura Gaona, la Fundación Conociendo Nuestra Casa (FCNC) es una organización sin fines de lucro que funciona en Puerto Deseado, Argentina. Trabaja con niños y adolescentes para incorporar valores a través de la enseñanza de la historia, la geografía, flora y fauna locales y regionales. La fundación funciona bajo el lema "No se puede cuidar ni defender aquello que no se quiere, y no se puede querer aquello que no se conoce".
Estas actividades intelectuales se complementan con el desarrollo de actividades comunitarias y prácticas deportivas al aire libre, en particular la práctica del kayak. Entre las expediciones más notables organizadas por la fundación están están el recorrido del río Santa Cruz, el Canal de Beagle, el Lago del Desierto, y el estrecho de Magallanes. También los lagos Viedma, San Martín, y el río Baker hasta el Pacífico.
La idea de su creación de la fundación surgió cuando en 1978 se le otorga a un acuario de Japón la autorización para capturar toninas overas en la ría Deseado y el episodio terminó con seis ejemplares muertos.